# 中国铁路C5D型敞车
C5D型敞车是中国铁路所使用的一种敞车，这款敞车是在C64型敞车的基础上进行了加长和加轴的改造。其载重得到了相应的增加。因为在侧门下部加装了一个中轴而被命名为C5D型敞车。

## 技术数据
- 载重：75吨

## 车辆保存
- C5D 4600287，保存于中国铁道博物馆。